# Puerto de la Calderilla
Puerto de la Calderilla es una entidad de población española del municipio de Tejeda y Segoyuela, perteneciente a la provincia de Salamanca, en la comunidad autónoma de Castilla y León.

## Historia
Hacia mediados del siglo XIX, el lugar era referido como una alquería ya por entonces perteneciente al municipio de Tejeda.
En 2023, la entidad singular de población tenía empadronados 22 habitantes.